# مدرسة ابن تفرجين
مدرسة ابن تفرجين هي إحدى مدارس مدينة تونس، أسسها أبي محمد عبد الله بن تافراكين  

## الموقع
توجد هذه المدرسة بنهج سيدي إبراهيم رقم 10. 

## تاريخها
أسس أبي محمد عبد الله بن تافراكين هذه المدرسة سنة 1286 لا يوجد مصادر تذكر تاريخ تأسيس المدرسة لكن يمكن حصره بين 1350م الموافق لي 751 هـ و 1364م الموافق لي 766هـ

## خصائصها
تم تغيير واجهة المدرسة سنة 1979 و ذلك بإزالة بقية قوس كان يعلو الجدار الموجود على يسار المدخل أما على يمينه فيوجد ممر مسقوف. يتم الصعود إلى باب المعلم عن طريق أربع درجات و يؤدي إلى سقيفة تؤدي بدورها إلى الصحن و الغرف. أما الباب الخارجي فهو مجدد سنة 1331 و قد أحاط به إطار بسيط لا يحتوي على أي زخرف. 